# Альтенглан
Альтенглан (нім. Altenglan) — громада в Німеччині, розташована в землі Рейнланд-Пфальц. Входить до складу району Кузель. Центр об'єднання громад Альтенглан.
Площа — 13,61 км2. Населення становить 2671 ос. (станом на 31 грудня 2020).

## Галерея

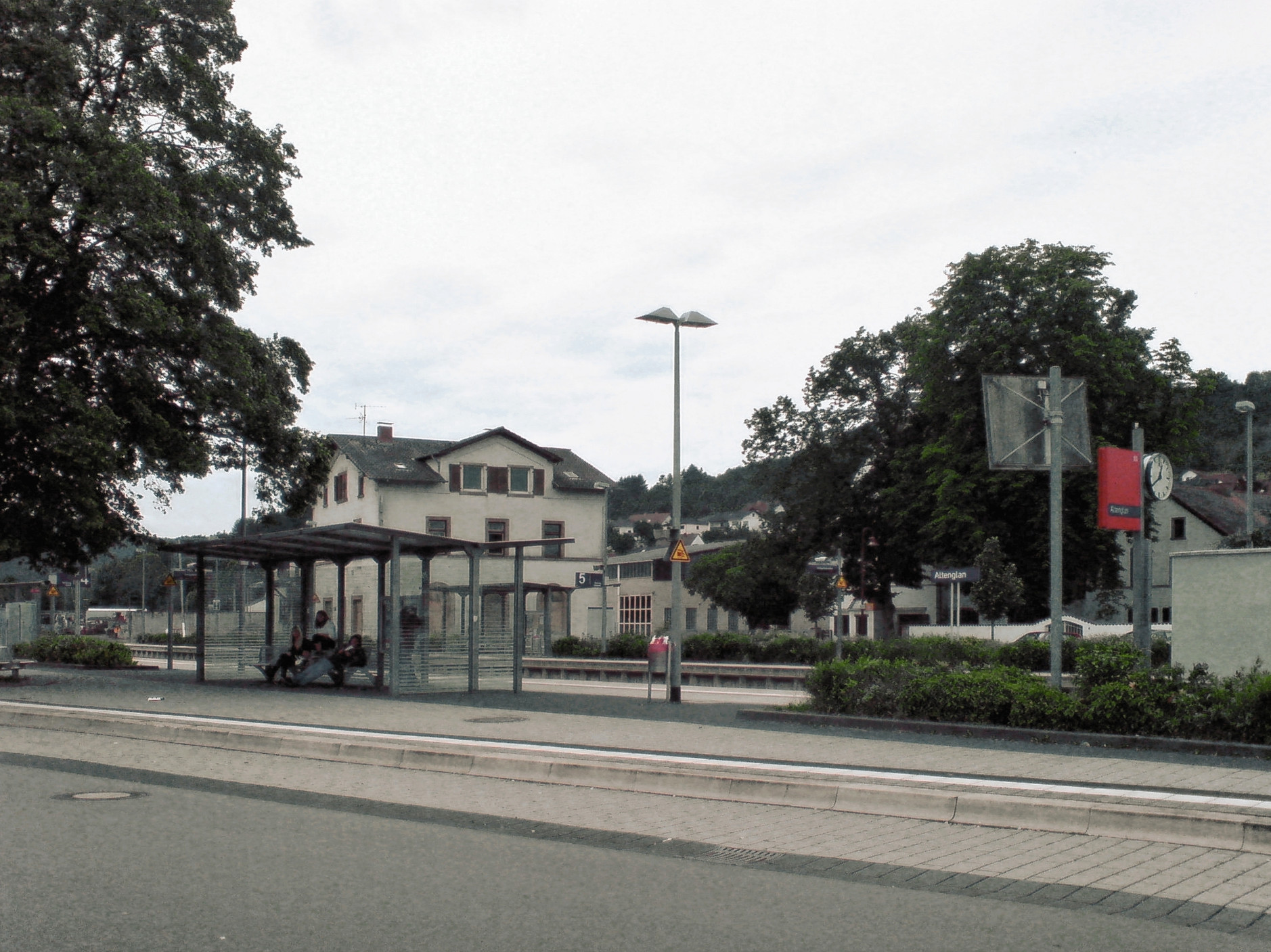
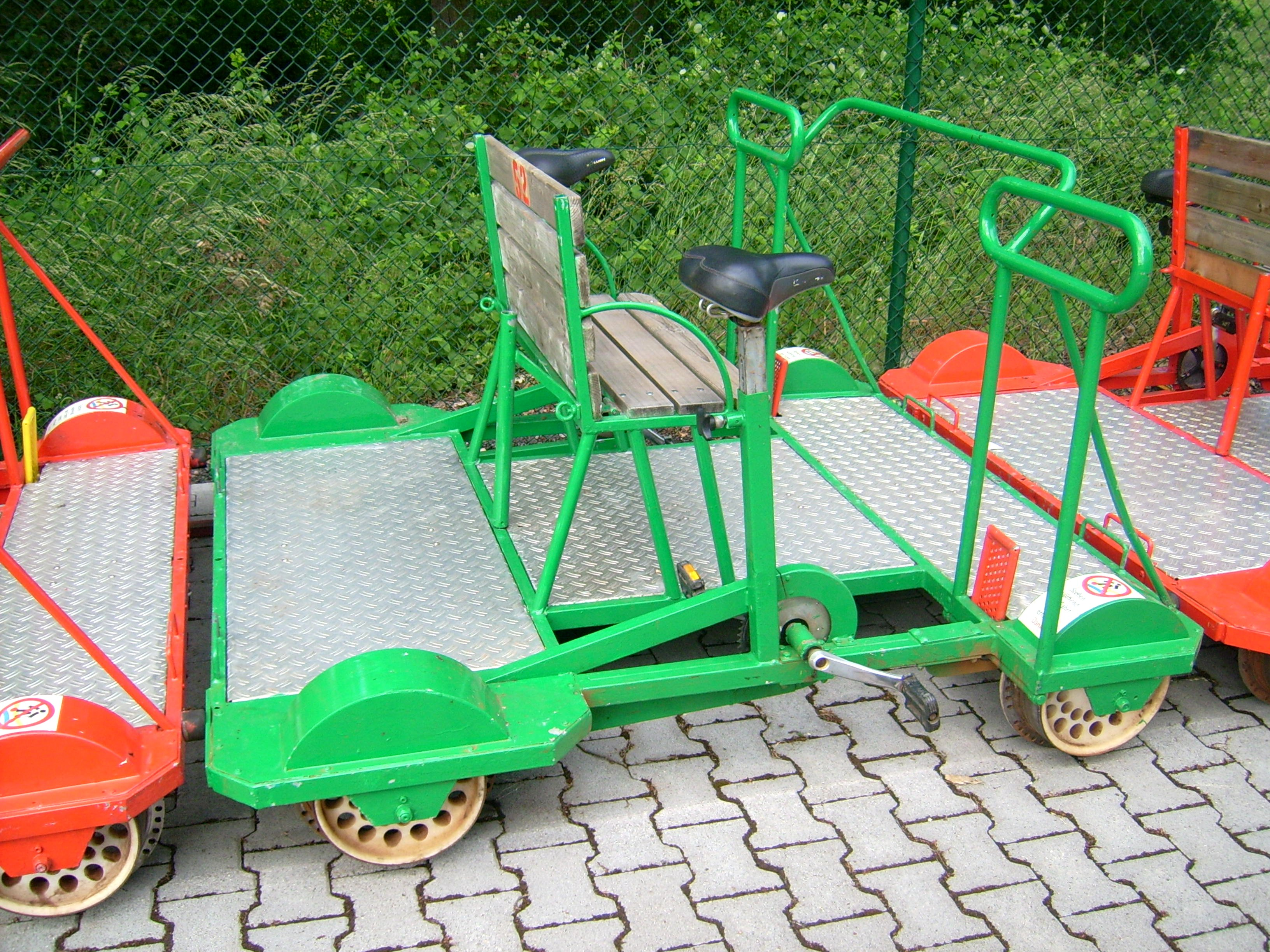